# آخرت‌شناسی بودایی
آخرت‌شناسی بودایی (انگلیسی: Buddhist eschatology) مانند بسیاری از جنبه‌های عملی و باوری بودایی مدرن، در طول توسعه آن در چین به وجود آمد و از طریق آمیختن درک کیهانی بودایی و دیدگاه‌های آخرت‌شناختی تائوئیسمی، قانون پیچیده‌ای از باورهای آخرالزمانی را پدیدآورد. این باورها، اگرچه به‌طور کامل بخشی از بودیسم ارتدوکس نیستند، اما مجموعه مهمی از سنت‌های بودایی چینی را تشکیل می‌دهند که شکاف بین نظم رهبانی و اعتقادات محلی امپراتوری چین را پر می‌کند.
گروه‌های بودایی آخرالزمانی از سال ۴۰۲ پس از میلاد در چین شروع به ظهور کردند و از نظر تعداد و پیچیدگی از دودمان سوئی (۵۸۹–۶۱۸ میلادی) تا دودمان سونگ (۹۶۰ تا ۱۱۲۶ میلادی) افزایش یافتند. در دودمان سونگ است که بسیاری از گروه‌های روحانی و غیر روحانی مانند انجمن نیلوفر سفید (دین) و روحانیون بوداگرایی پاک‌بوم ظاهر شدند و به تبلیغ متون مقدس معاد پرداختند.
در فرجام‌شناسی آیین بودایی دو نکته مهم وجود دارد: ظهور مایتریا و «خطبه هفت خورشید».

## مایتریا
بودا توصیف کرده‌است که تعلیماتش پنج هزار سال پس از درگذشت او ناپدید می‌شود، که در گاه‌شماری دوران مشترک تقریباً مربوط به سال ۴۶۰۰ پس از میلاد است. در این زمان، دانش درمه نیز از بین خواهد رفت. آخرین یادگار او در بودا گایا جمع شده و سوزانده می‌شود. دوره جدیدی به وجود خواهد آمد که در آن بودا مایتریای بعدی ظاهر می‌شود، اما پیش از آن انحطاط جامعه بشری خواهد بود. این دوره طمع، شهوت، فقر، بدخواهی، خشونت، قتل، بی‌تقوایی، ضعف جسمانی، فساد جنسی و فروپاشی اجتماعی خواهد بود و حتی خود بودا نیز فراموش خواهد شد. این دوره یک عصر طلایی جدید دنبال خواهد شد.
اولین ذکر مایتریا در «کاکاواتی شیاندا سوترا» (Cakkavatti Sihanada Sutta) در دیگا نیکایا، پالی ۲۶ بخشی از پالی کانون به این شرح آمده است:
سپس پیش‌بینی می‌شود که مایتریا بودا در شهر کتوماتی در بنارس کنونی متولد شود که پادشاه آن سانخای کاکاواتی خواهد بود. سانخا در کاخ سابق پادشاه ماهاپانادا زندگی می‌کند، اما بعداً کاخ را واگذار می‌کند تا پیرو مایتریا شود.
در بودیسم ماهایانا، مایتریا به دلیل آمادگی زیاد خود، طی هفت روز، یعنی حداقل دوره، به بودای خواهد رسید. زمانی که بودا شود، بر سرزمین پاک کتوماتی، بهشت زمینی مرتبط با شهر بنارس در اوتار پرادش، حکومت خواهد کرد. در بودیسم ماهایانا، بوداها بر یک سرزمین پاک (بودا آمیتابه، سرزمین پاک سوخاواتی، که بیشتر به عنوان بهشت غربی شناخته می‌شود) ریاست می‌کنند.
در این زمان او ده عمل غیر فضیلت (قتل، دزدی، آزار جنسی، دروغ، گفتار تفرقه‌افکنانه، گفتار توهین آمیز، گفتار بیهوده، بخل، نیت مضر و دیدگاه نادرست) و ده عمل صالح (ترک: قتل، دزدی، آزار جنسی، دروغگویی، گفتار تفرقه‌افکنانه، گفتار توهین‌آمیز، سخن بیهوده، طمع، نیت مضر و دیدگاه‌های نادرست) را به بشریت آموزش خواهد داد.
مایتریا توسط کونزه در کتاب مقدس بودایی توصیف شده‌است:
میتریا در حال حاضر در توسیتا ساکن است، اما به عنوان جانشین بودای تاریخی گوتاما بودا به جامبودپا خواهد آمد. مایتریا در طول زندگی خود به روشنگری کامل دست خواهد یافت و به دنبال این بیداری مجدد، آموزش جاودانه درمه را به این صفحه بازمی‌گرداند و نیروانا را دوباره کشف می‌کند.

## خطبه هفت خورشید
در Sattasūriya sutta (خطبهٔ «هفت خورشید») در آنگوتارا نیکایا [AN 7.66] از پالی کانون، گوتاما بودا سرنوشت نهایی جهان را در یک موقعیت آخرالزمانی توصیف می‌کند. در این توصیف که با ظهور هفت خورشید در آسمان مشخص می‌شود، هر کدام باعث خرابی تدریجی می‌شوند تا زمانی که زمین از بین برود:
در ادامه تخریب تدریجی هر خورشید را توصیف می‌کند. خورشید سوم، گنگ (رود) و رودهای بزرگ دیگر را خشک خواهد کرد. خورشید چهارم باعث تبخیر دریاچه‌های بزرگ می‌شود و خورشید پنجم اقیانوس‌ها را خشک می‌کند. سرانجام خورشیدهای نهایی ظاهر می‌شوند:
موعظه با سیاره ای که توسط یک جهنم وسیع فراگرفته شده کامل می‌شود.